# 新寨嘉那嘛呢
新寨嘉那嘛呢，又作新寨嘉纳嘛呢，是位于中华人民共和国青海省玉树市的大型嘛呢石堆，最初由结古寺的第一世嘉那活佛于18世纪末建立，用于雕刻佛经内容，此后历经300年信众的堆砌垒加至今，单体石块数量达25亿余块，已有2万多平方米的规模，有“世界第一嘛呢石堆”“大嘛呢”“嘛呢石经城”之称。2006年，新寨嘉那嘛呢被列为中华人民共和国第六批全国重点文物保护单位。

## 历史
新寨地处古代康区、藏区、安多的交通要道之中，其文化深受西藏地区政权的影响。根据传说，在18世纪末，结古寺的第一世活佛嘉那·道丹降曲帕旺丹朱尼夏（一说名为嘉那木扎佐盖，简称嘉那活佛）在新寨（今新寨街道）洞那山坡上修建禅房时，发现山上有很多质地良好的汉白玉石块，遂组织当地村民雕刻嘛呢石，据《嘉那道丹降曲帕旺传》所载，周边的部分地方首领、劳役与结古寺的扎武墨尔根活佛都参与支持了嘛呢堆的建设。
新寨嘉那嘛呢初建成时仅一箭射程的长度，经数百年信众的堆砌垒加之后，规模不断扩大。中华人民共和国成立后，受1958年宗教改革及1966年起文化大革命的影响，新寨嘉那嘛呢的宗教活动一度被中断，部分嘛呢石造拆除，并被用作河渠、道路、房屋的修筑。1978年—1979年中共中央恢复宗教政策后，当地信众才被重新允许继续供奉嘛呢堆，并自发组建民间组织对嘛呢堆进行日常管理。
1985年，新寨嘉那嘛呢被政府批准重新开放，翌年又恢复了开光仪式，村民在第七世嘉那活佛的带领下逐渐将规模宏大的嘛呢堆在废墟上重建起来，1980年代起还新建了数座转经廊、经堂和佛塔等建筑。2002年，新寨嘉那嘛呢被吉尼斯世界纪录认定为世界上最大的嘛呢石经城，2005年又被认证为“上海大世界吉尼斯之最”；2006年5月25日，中华人民共和国国务院将新寨嘉那嘛呢公布为第六批全国重点文物保护单位。2010年4月的玉树地震发生后，新寨嘉那嘛呢遭到地震破坏，国家文物局和青海省人民政府对新寨嘉那嘛呢进行了抢险修缮工程。

## 建筑
新寨嘉那嘛呢占地约2万平方米，体积达9万立方米，平均高约3—4米，南北宽约80米，东西长约270米，据统计单体嘛呢石数量达25亿余块，主题涵盖历算、律法、佛像和艺术论述等，字体以长腿楷书藏文为主，运用了“浅浮雕”“高浮雕”和“线刻法”等手法，被认为是玉树宗教文化的“活化石”。1980年代规模扩大以来，由于新增的嘛呢石多为文化程度不高的信众所刻，嘛呢堆的整体质量有所下降。
在嘛呢堆中，年代较早的数万块的嘛呢石块上刻有咒文、经文、佛像和佛教符号等不同品类的雕刻内容，这些内容与当地民众的生活关联性较强，而鲜有高深的佛法僧理论。咒文类的嘛呢石以密宗类和显宗类的四臂观音咒语为主，辅以药师如来、释迦摩尼、无量光佛、莲花生、文殊菩萨和马头明王等；经文类的嘛呢石依信徒的需求所雕刻，含祈祷经、平安经、解脱经、皈依经、长寿经、白度母经和四臂观音经等；佛像类的嘛呢石则刻有各类佛教神祇，如佛祖、度母、菩萨、护法和金刚等；佛教符号类嘛呢石则以十相自在图、佛塔为主，而佛塔主要有功德塔、象征塔、纪念塔和遗体灵塔等品类。

## 习俗
每年藏历十二月八日至十五日是新寨嘉那嘛呢落成的庆典节日，新寨当地的村民会在嘉那嘛呢举行规模较大的“嘉那嘛呢节”，并通过宗教活动、歌舞表演、民间物资交流等活动方式庆祝这一节日，参与活动的除玉树地区的信众外，亦有玉树以外的藏族信众，以及数万来访的游客。